# Daniel Spielman
Daniel Alan Spielman, souvent abrégé Dan Spielman (né en mars 1970, Philadelphie, États-Unis) est un professeur de mathématiques appliquées et d'informatique appliquée à l'université Yale. 

## Carrière
Daniel Spielman obtient son B.A. en mathématiques et informatique à l'université Yale en 1992. Il obtient ensuite son doctorat en mathématiques appliquées au MIT en 1995, sous la direction de Michael Sipser. Le titre de la thèse est Computationally Efficient Error-Correcting Codes and Holographic Proofs. 
Il enseigne au département mathématiques du MIT de 1996 à 2005. Il devient professeur de mathématiques appliquées et d'informatique appliquée à l'université Yale en 2006.

## Travaux
Spielman est notamment connu pour l'analyse lisse d'algorithme. Il a aussi travaillé en théorie des graphes, par exemple sur les graphes de Ramanujan. Il a aussi travaillé sur les solvers de laplaciens en temps quasi linéaire, et les implications en algorithmique des graphes et en théorie spectrale des graphes.

## Récompenses
Il reçoit en 2008 le prix Gödel avec Shang-Hua Teng, pour leur travail sur l'analyse lisse d'algorithme,.
Il reçoit en 2010 le prix Nevanlinna pour son analyse lisse des algorithmes de programmation linéaire (for smoothed analysis of Linear Programming, algorithms for graph-based codes and applications of graph theory to Numerical Computing). Il devient membre de l'Association for Computing Machinery la même année.
Il a aussi reçu le prix George-Pólya en 2014 avec Adam Marcus et Nikhil Srivastava et le prix Michael-et-Sheila-Held en 2021.
En 2015, il reçoit de nouveau le prix Gödel avec Shang-Hua Teng pour son travail que les solvers de laplaciens.
Il détient plusieurs brevets dans le domaine de la théorie du codage au bureau américain des brevets.